# الآجرومية
الآجُرُّومِيَّة (تسمى أيضاً: متن الآجُرّومية، المقدمة الآجُرّومية) كتاب في علم النحو ألفه ابن آجرّوم، بدأه بالكلام عن الكلام وأنواعه وتسلسَلَ مع المواضيع بأسلوبٍ ابتكره، سهل المنال للطالبين. يعد من أهم متون النحو العربي ولأهمية الآجرومية البالغة فقد تصدى لشرحها جهابذة العلماء والنحاة قديما، وتدرس في جُلّ جامعات اللغة والشريعة.
اعتُمد عند أهل العلم وتداولوه بالحفظ والإقراء والتصنيف، عشرات الشروح والحواشي على هذا الكتاب الصغير، وهو اللبنة الأولى في هذا الفن العظيم الذي هو النحو، يوصي بعضهم بأن يقرأ بل يحفظ مع هذا الكتاب الصغير كتاب (العوامل الجرجانية) في بعض الجهات من أقطار العالم الإسلامي يضمون هذا إلى هذا ليتكامل الفن، ويبقى أن هذا القدر من معرفة النحو مفيد جدًّا للمبتدئ، وإن أراد أن يصعد اللبنة الثانية فيقرأ القطر، شرح القطر، ثم بعد ذلكم يتأهل للألفية، وحينئذٍ لا يحتاج إلى غيرها من كتب العربية.

## محتوى الكتاب
يبين الكتاب أنواع الكلام وإعرابه. وقد عرض كل ذلك بإيجاز دون أن يكون ذلك على حساب الإيضاح. فبين في باب الإعراب باب معرفة علامات الإعراب ثم عقد فصلاً في المعربات ثم أتبع ذلك بباب الأفعال، حيث بين أنواعها وأحوالها وإعراب كل حالة وانتقل إلى باب مرفوعات الأسماء ومن ثم باب الفاعل وباب المفعول وبعدها تناول باباً آخر في المبتدأ والخبر والعوامل الداخلة عليه، ومن ثم تحدث في أبواب لاحقة عن النعت والعطف والتوكيد والبدل والمتعديات من الأسماء والمفعول به والمصدر وظرف المكان والزمان، والحال والتمييز والاستثناء والمنادى والمفعول لأجله (المفعول من أجله) والمفعول معه ثم اختتم المتن بالمخفوضات من الأسماء.

## تاريخ
هذا الكتاب اسمه «المقدمة الآجُرُّومية في مبادئ علم العربية» أوجز مؤلفه فيه كتاب «الجُمل في النحو» لأبي القاسم عبد الرحمن بن إسحق الزجّاجي في 145 بابًا تناولت: أبواب النحو، والصرف، والأصوات، والضرورات الشعرية، وهي مباحث سهلة الحفظ تتعلق بعلامات الإعراب وتصريف الأفعال وإعرابها وأنواع المعربات من الأسماء، فكانت أساس الدراسات النحوية في زمنه، وتأخذ بمبدأ الاختيار من المدرستين الكوفية والبصرية، مع أن ابن آجُرُّوم كان أقرب إلى مذهب الكوفيين على خلاف الزجّاجي الذي كان ميالاً إلى البصريين، وحين أتم كتابة هذه المقدمة وضعها في الماء وقال إن كانت خالصة لوجه الله بقيت فلما أخرجها وجدها سليمة لم يمسح حبرها.

## طبعات
طبع مرات كثيرة منها:
- في مطبعة بولاق في مصر سنة (1229هـ) وأعادت طباعته سنة (1252هـ).
- في إسطنبول ـ تركيا سنة (1315هـ).
- في مطبعة عيسى البابي الحلبي في مصر سنة (1344هـ).
- في مطبعة القاهرة سنة (1367هـ) بضبط وتصحيح الشيخ زيد أبو المكارم حسن.
- في مطبعة الخشاب في مصر، قام بتصحيحه الأستاذ محمد عبد المنعم خفاجي سنة (1371هـ) في (16) صفحة.
- في مطبعة الدولة التونسية في تونس سنة (1390هـ).
- في مطبعة النهضة الحديثة في مكة المكرمة سنة (1407هـ).
- طبعة دار الصحابة للتراث بطنطا سنة (1410هـ) في (30) صفحة دراسة وتحقيق الدكتور صبحي رشاد عبد الكريم، وهي أحسن ماوقفت عليه من الطبعات المفردة.
- في مطبعة دار الهدى في الرياض سنة (1413هـ).
- طبعة مؤسسة الكتب الثقافية في بيروت سنة (1415هـ) ويليه كتاب:«الحقائق النحوية والمنطقية» للشيخ علي الشنوفي.
- في مطبعة عبد الحميد أحمد حنفي في مصر في (13) صفحة دون تاريخ.

## شروحات الكتاب

كتاب شرح المقدمة الآجرومية للشيخ عبد الرحمن المكودي.

كتاب شرح متن الأجرومية في علم اللغة العربية للشيخ أحمد زيني دحلان.

### الشروح
- شرح المقدمة الآجرومية — عبد الرحمن المكودي.
- شرح متن الآجرومية — أحمد زيني دحلان.
- التحفة السنية بشرح المقدمة الآجرومية — محمد محيي الدين عبد الحميد.
- شرح الآجرومية — محمد بن صالح العثيمين.[3]

### النظم
- الدرة البهية في نظم الآجرومية:

نظم أو منظومة شعرية لشرف الدين يحيى العمريطي الشافعي المتوفي سنة (890هـ)، نظم متن الآجرومية لأبي عبد الله محمد بن محمد بن داود الصنهاجي المعروف بـابن آجروم.
وقال في مقدمة المنظومة:

## محتويات الكتاب
1. تعريف الكلام
2. أنواع الكلام
3. علامات الاسم
4. علامات الفعل
5. الحرف
6. بَابُ اَلْإِعْرَابِ
7. تعريفه وأنواعه
8. باب معرفة علامات الإعراب
9. علامات الرفع
10. مواضع الضمة
11. نيابة الواو عن الضمة
12. نيابة الألف عن الضمة
13. نيابة النون عن الضمة
14. علامات النصب
15. علامات الخفض
16. علامتا الجزم
17. فَصْلٌ اَلْمُعْرَبَاتُ
18. المعربات قسمان
19. المعرب بالحركات
20. الأصل في الإعراب
21. المعربات بالحروف
22. إعراب المثنى
23. إعراب جمع المذكر السالم
24. إعراب الأسماء الخمسة
25. إعراب الأفعال الخمسة
26. بَابُ اَلْأَفْعَالِ
27. أنواع الأفعال وأحكامها
28. نواصب المضارع
29. جوازم المضارع
30. بَابُ مَرْفُوعَاتِ اَلْأَسْمَاءِ
31. المرفوعات سبعة
32. بَابُ اَلْفَاعِلِ
33. أنواع الفاعل
34. باب المفعول الذي لم يُسمّ فاعله
35. وهو على قسمين
36. بَابُ اَلْمُبْتَدَأِ وَالْخَبَرِ
37. أقسام المبتدأ
38. أقسام الخبر
39. بَابُ اَلْعَوَامِلِ اَلدَّاخِلَةِ عَلَى اَلْمُبْتَدَأِ وَالْخَبَرِ
40. كان وأخواتها
41. إنّ وأخواتها
42. ظن وأخواتها
43. بَابُ اَلنَّعْتِ
44. المعرفة وأقسامها
45. النكرة
46. بَابُ اَلْعَطْفِ
47. حكم حروف العطف
48. باب التوكيد
49. ألفاظ التوكيد المعنوي
50. بَابُ اَلْبَدَلِ
51. أنواع البدل
52. بَابُ مَنْصُوبَاتِ اَلْأَسْمَاءِ
53. بَابُ اَلْمَفْعُولِ بِهِ
54. أنواع المفعول به
55. باب المصدر
56. أنواع المصدر
57. باب ظرف الزمان وظرف المكان
58. باب الحال
59. شروط الحال وشرط صاحبها
60. بَابُ اَلتَّمْيِيزِ
61. شروط التمييز
62. بَابُ اَلِاسْتِثْنَاءِ
63. حروف الاستثناء
64. بَابُ لَا
65. المستثنى بغير وأخواتها
66. المستثنى بعدا وأخواتها
67. بَابُ اَلْمُنَادَى
68. بَابُ اَلْمَفْعُولِ لِأَجْلِهِ
69. بَابُ اَلْمَفْعُولِ مَعَهُ
70. باب المخفوضات من الأسماء
71. المخفوض بالحرف
72. المخفوض بالإضافة

## الروابط الخارجية
- شبكة المشكاة الإسلامية